# Dancing with the Stars/Staffel 17
Die 17. Staffel der US-amerikanische Tanz-Castingshow Dancing with the Stars wird seit dem 16. September 2013 beim Sender ABC ausgestrahlt.
Wie bereits seit der zehnten Staffel wird die Sendung von Tom Bergeron und Brooke Burke Charvet moderiert. In der Jury sitzen wie bisher bei allen Staffeln Carrie Ann Inaba, Len Goodman und Bruno Tonioli. Erstmals seit der ersten Staffel gibt es keine gesonderte Sendung für die Resultate mehr. Die Teilnehmer wurden am 4. September 2013 in der Nachrichtensendung Good Morning America bekannt gegeben.

## Teilnehmer
| Prominenter             | Bekannt als                | Profitänzer                 | Resultat  |
| ----------------------- | -------------------------- | --------------------------- | --------- |
| Amber Riley             | Schauspielerin             | Derek Hough                 | 1. Platz  |
| Corbin Bleu             | Schauspieler               | Karina Smirnoff             | 2. Platz  |
| Jack Osbourne           | Reality-TV-Star            | Cheryl Burke                | 3. Platz  |
| Bill Engvall            | Komiker und Sänger         | Emma Slater                 | 4. Platz  |
| Leah Remini             | Schauspielerin             | Tony Dovolani               | 5. Platz  |
| Elizabeth Berkley       | Schauspielerin             | Valentin "Val" Chmerkovskiy | 6. Platz  |
| Brant Daugherty         | Schauspieler               | Peta Murgatroyd             | 7. Platz  |
| Nicole „Snooki“ Polizzi | Reality-TV-Star und Model  | Sasha Farber                | 8. Platz  |
| Christina Milian        | Sängerin                   | Mark Ballas                 | 9. Platz  |
| Valerie Harper          | Schauspielerin             | Tristan MacManus            | 10. Platz |
| Bill Nye                | Komiker                    | Tyne Stecklein              | 11. Platz |
| Keyshawn Johnson        | Früherer NFL-Wide Receiver | Sharna Burgess              | 12. Platz |

## Ergebnisse
| Paar              | Platz | Letzter Tanz                     | 1  | 2  | 1+2 | 3  | 4  | 5  | 6       | 7        | 6+7 | 8       | 9        | 10       | 11 (1)     | 11 (2) | Durchschnitt (pro Tanz) |
| ----------------- | ----- | -------------------------------- | -- | -- | --- | -- | -- | -- | ------- | -------- | --- | ------- | -------- | -------- | ---------- | ------ | ----------------------- |
| Amber & Derek     | 1     | Samba & Quickstep                | 27 | 24 | 51  | 24 | 27 | 26 | 28+4=32 | 29+30=59 | 91  | 28+0=28 | 24+27=51 | 39+40=79 | 30+4+30=64 | +30=94 | 27,8                    |
| Corbin & Karina   | 2     | Cha-Cha-Cha & Foxtrot            | 24 | 26 | 50  | 26 | 27 | 28 | 23+4=27 | 29+30=59 | 86  | 27+3=30 | 28+30=58 | 35+40=75 | 27+5+30=62 | +27=89 | 27,4                    |
| Jack & Cheryl     | 3     | Paso Doble & Salsa               | 23 | 24 | 47  | 22 | 24 | 27 | 25+2=27 | 27+30=57 | 84  | 27+3=30 | 29+25=54 | 33+38=71 | 24+3+30=57 | +27=84 | 26,0                    |
| Bill E. & Emma    | 4     | Wiener Walzer, Samba & Freestyle | 18 | 21 | 39  | 24 | 21 | 24 | 23+1=24 | 23+27=50 | 74  | 24+0=24 | 21+21=42 | 28+32=60 | 24+2+25=51 |        | 22,7                    |
| Leah & Tony       | 5     | Paso Doble & Tango Argentino     | 21 | 24 | 45  | 24 | 24 | 22 | 27+1=28 | 26+27=53 | 81  | 25+3=28 | 27+27=54 | 32+33=65 |            |        | 24,8                    |
| Elizabeth & Val   | 6     | Wiener Walzer & Salsa            | 24 | 25 | 49  | 25 | 27 | 26 | 30+2=32 | 27+27=54 | 86  | 25+0=25 | 26+30=56 |          |            |        | 26,5                    |
| Brant & Peta      | 7     | Foxtrot & Rumba                  | 22 | 23 | 45  | 27 | 21 | 27 | 28+3=31 | 27+30=57 | 88  | 27+0=27 |          |          |            |        | 25,8                    |
| Nicole & Sasha    | 8     | Samba & Freestyle                | 23 | 20 | 43  | 25 | 24 | 27 | 27+3=30 | 27+27=54 | 84  |         |          |          |            |        | 25,0                    |
| Christina & Mark  | 9     | Cha-Cha-Cha                      | 22 | 25 | 47  | 26 | 24 | 28 |         |          |     |         |          |          |            |        | 25,0                    |
| Valerie & Tristan | 10    | Wiener Walzer                    | 21 | 19 | 40  | 16 | 18 |    |         |          |     |         |          |          |            |        | 18,5                    |
| Bill N. & Tyne    | 11    | Jazz                             | 14 | 17 | 31  | 16 |    |    |         |          |     |         |          |          |            |        | 15,7                    |
| Keyshawn & Sharna | 12    | Samba                            | 17 | 18 | 35  |    |    |    |         |          |     |         |          |          |            |        | 17,5                    |

Angegeben ist jeweils die Wertung der Jury
Grüne Zahlen: höchste erreichte Jury-Punktzahl der Show
Rote Zahlen: niedrigste erreichte Jury-Punktzahl der Show
Nach Jury- und Zuschauervoting Letztplatzierte
Nach Jury- und Zuschauervoting 3. Platz
Nach Jury- und Zuschauervoting 2. Platz
Nach Jury- und Zuschauervoting 1. Platz

## Tänze & Bewertungen

### Woche 1
| Tanzpaar                        | Carrie Ann | Len | Bruno | Gesamtpunktzahl |
| ------------------------------- | ---------- | --- | ----- | --------------- |
| Brant & Peta (Cha-Cha-Cha)      | 7          | 8   | 7     | 22              |
| Leah & Tony (Foxtrott)          | 7          | 7   | 7     | 21              |
| Corbin & Karina (Contemporary)  | 8          | 8   | 8     | 24              |
| Jack & Cheryl (Foxtrott)        | 8          | 8   | 7     | 23              |
| Amber & Derek (Cha-Cha-Cha)     | 9          | 9   | 9     | 27              |
| Elizabeth & Val (Contemporary)  | 8          | 8   | 8     | 24              |
| Bill N. & Tyne (Cha-Cha-Cha)    | 5          | 4   | 5     | 14              |
| Keyshawn & Sharna (Cha-Cha-Cha) | 6          | 5   | 6     | 17              |
| Christina & Mark (Contemporary) | 7          | 7   | 8     | 22              |
| Bill E. & Emma (Foxtrott)       | 6          | 6   | 6     | 18              |
| Valerie & Tristan (Foxtrott)    | 7          | 7   | 7     | 21              |
| Nicole & Sasha (Cha-Cha-Cha)    | 8          | 8   | 7     | 23              |

### Woche 2 („Latin Night“)
- In dieser Woche wurden nur Latein-Tänze gezeigt.

| Tanzpaar                       | Carrie Ann | Len           | Bruno         | Gesamtpunktzahl |
| ------------------------------ | ---------- | ------------- | ------------- | --------------- |
| Brant & Peta (Rumba)           | 8          | 7             | 8             | 23              |
| Leah & Tony (Samba)            | 8          | 8             | 8             | 24              |
| Corbin & Karina (Jive)         | 9          | 8             | 9             | 26              |
| Jack & Cheryl (Rumba)          | 8          | 8             | 8             | 24              |
| Amber & Derek (Jive)           | 8          | 8             | 8             | 24              |
| Elizabeth & Val (Samba)        | 8          | 9             | 8             | 25              |
| Bill N. & Tyne (Paso Doble)    | 6          | 5             | 6             | 17              |
| Keyshawn & Sharna (Samba)      | 6          | 6             | 6             | 18              |
| Christina & Mark (Paso Doble)  | 9          | 8             | 8             | 25              |
| Bill E. & Emma (Jive)          | 7          | 7             | 7             | 21              |
| Valerie & Tristan (Paso Doble) | 6          | 6             | 7             | 19              |
| Nicole & Sasha (Rumba)         | 6          | 7             | 7             | 20              |
| Tanzpaare                      | Punktzahl* | Resultat      | Resultat      | Resultat        |
| Bill E. & Emma                 | 39         | Weiter        | Weiter        | Weiter          |
| Keyshawn & Sharna              | 35         | Ausgeschieden | Ausgeschieden | Ausgeschieden   |

1. ↑  Die Punktzahl aus den ersten beiden Sendungen wurde mit den Zuschaueranrufen zusammengerechnet. Wer danach die niedrigste Punktzahl hatte, ist ausgeschieden.

### Woche 3 („Hollywood Night“)
- In dieser Sendung wurde zu Tänzen aus bekannten Filmen getanzt.

| Tanzpaar                        | Carrie Ann    | Len           | Bruno         | Gesamtpunktzahl |
| ------------------------------- | ------------- | ------------- | ------------- | --------------- |
| Brant & Peta (Quickstep)        | 9             | 9             | 9             | 27              |
| Leah & Tony (Rumba)             | 8             | 8             | 8             | 24              |
| Corbin & Karina (Quickstep)     | 9             | 8             | 9             | 26              |
| Jack & Cheryl (Cha-Cha-Cha)     | 7             | 7             | 8             | 22              |
| Amber & Derek (Charleston)      | 8             | 8             | 8             | 24              |
| Elizabeth & Val (Foxtrott)      | 8             | 9             | 8             | 25              |
| Bill N. & Tyne (Jazz)           | 6             | 5             | 5             | 16              |
| Christina & Mark (Charleston)   | 9             | 8             | 9             | 26              |
| Bill E. & Emma (Paso Doble)     | 8             | 8             | 8             | 24              |
| Valerie & Tristan (Cha-Cha-Cha) | 6             | 5             | 5             | 16              |
| Nicole & Sasha (Quickstep)      | 9             | 8             | 8             | 25              |
| Tanzpaare                       | Resultat      | Resultat      | Resultat      | Resultat        |
| Christina & Mark                | Weiter        | Weiter        | Weiter        | Weiter          |
| Bill N. & Tyne                  | Ausgeschieden | Ausgeschieden | Ausgeschieden | Ausgeschieden   |

### Woche 4
- In dieser Woche vertrat Julianna Hough Len Goodman als Juror.

| Tanzpaar                          | Carrie Ann    | Julianne      | Bruno         | Gesamtpunktzahl |
| --------------------------------- | ------------- | ------------- | ------------- | --------------- |
| Brant & Peta (Salsa)              | 7             | 7             | 7             | 21              |
| Leah & Tony (Cha-Cha-Cha)         | 8             | 8             | 8             | 24              |
| Corbin & Karina (Paso Doble)      | 9             | 9             | 9             | 27              |
| Jack & Cheryl (Quickstep)         | 8             | 8             | 8             | 24              |
| Amber & Derek (Tango)             | 9             | 9             | 9             | 27              |
| Elizabeth & Val (Tango Argentino) | 9             | 9             | 9             | 27              |
| Christina & Mark (Foxtrott)       | 8             | 8             | 8             | 24              |
| Bill E. & Emma (Samba)            | 7             | 7             | 7             | 21              |
| Valerie & Tristan (Wiener Walzer) | 6             | 6             | 6             | 18              |
| Nicole & Sasha (Jive)             | 8             | 8             | 8             | 24              |
| Tanzpaare                         | Resultat      | Resultat      | Resultat      | Resultat        |
| Brant & Peta                      | Weiter        | Weiter        | Weiter        | Weiter          |
| Valerie & Tristan                 | Ausgeschieden | Ausgeschieden | Ausgeschieden | Ausgeschieden   |

### Woche 5 („Most Memorable Year Night“)
- In dieser Sendung tanzte jeder Prominenter zu einem besonderen Moment in seinem Leben.

| Tanzpaar                       | Carrie Ann    | Len           | Bruno         | Gesamtpunktzahl |
| ------------------------------ | ------------- | ------------- | ------------- | --------------- |
| Brant & Peta (Contemporary)    | 9             | 9             | 9             | 27              |
| Leah & Tony (Contemporary)     | 7             | 7             | 8             | 22              |
| Corbin & Karina (Foxtrott)     | 9             | 9             | 10            | 28              |
| Jack & Cheryl (Walzer)         | 9             | 9             | 9             | 27              |
| Amber & Derek (Foxtrott)       | 9             | 7             | 10            | 26              |
| Elizabeth & Val (Jive)         | 8             | 9             | 9             | 26              |
| Christina & Mark (Cha-Cha-Cha) | 9             | 10            | 9             | 28              |
| Bill E. & Emma (Wiener Walzer) | 8             | 8             | 8             | 24              |
| Nicole & Sasha (Jazz)          | 9             | 9             | 9             | 27              |
| Tanzpaare                      | Resultat      | Resultat      | Resultat      | Resultat        |
| Leah & Tony                    | Weiter        | Weiter        | Weiter        | Weiter          |
| Christina & Mark               | Ausgeschieden | Ausgeschieden | Ausgeschieden | Ausgeschieden   |

### Woche 6 („Switch-Up Challenge“)
- Am Ende der Sendung tanzten alle Paare zusammen eine "Switch-Up Challenge", bei der die Tanzmusik zufällig geändert wurde. Das schlechteste Paar bekam einen Punkte und das beste Paar vier Punkte.

| Tanzpaar                                                                           | Carrie Ann | Len | Bruno | Gesamtpunktzahl |
| ---------------------------------------------------------------------------------- | ---------- | --- | ----- | --------------- |
| Brant & Peta (Tango)                                                               | 9          | 10  | 9     | 28              |
| Leah & Tony (Quickstep)                                                            | 9          | 9   | 9     | 27              |
| Corbin & Karina (Wiener Walzer)                                                    | 8          | 7   | 8     | 23              |
| Jack & Cheryl (Paso Doble)                                                         | 8          | 9   | 8     | 25              |
| Amber & Derek (Samba)                                                              | 10         | 8   | 10    | 28              |
| Elizabeth & Val (Cha-Cha-Cha)                                                      | 10         | 10  | 10    | 30              |
| Bill E. & Emma (Tango)                                                             | 8          | 8   | 7     | 23              |
| Nicole & Sasha (Foxtrott)                                                          | 9          | 9   | 9     | 27              |
| Resultat                                                                           |            |     |       |                 |
| Aufgrund einer Voting-Panne musste in dieser Sendung kein Paar die Show verlassen. |            |     |       |                 |

### Woche 7 („Team Dance Week“)
- In dieser Woche wurden aus den verbliebenen Paaren zwei Teams gebildet (Team “SpookyBomBom” und Team “FoxingAwesome”). Die beiden Teams tanzten je einen Freestyle zusammen.

| Tanzpaar                      | Carrie Ann    | Len           | Bruno         | Gesamtpunktzahl |
| ----------------------------- | ------------- | ------------- | ------------- | --------------- |
| Brant & Peta (Jive)           | 9             | 9             | 9             | 27              |
| Leah & Tony (Salsa)           | 9             | 8             | 9             | 26              |
| Corbin & Karina (Cha-Cha-Cha) | 10            | 9             | 10            | 29              |
| Jack & Cheryl (Jive)          | 10            | 8             | 9             | 27              |
| Amber & Derek (Paso Doble)    | 10            | 10            | 9             | 29              |
| Elizabeth & Val (Quickstep)   | 9             | 9             | 9             | 27              |
| Bill E. & Emma (Quickstep)    | 8             | 7             | 8             | 23              |
| Nicole & Sasha (Samba)        | 9             | 9             | 9             | 27              |
| Tanzpaare                     | Resultat      | Resultat      | Resultat      | Resultat        |
| Bill E. & Emma                | Weiter        | Weiter        | Weiter        | Weiter          |
| Nicole & Sasha                | Ausgeschieden | Ausgeschieden | Ausgeschieden | Ausgeschieden   |

### Woche 8 („Cher Week“)
- In dieser Woche vertrat Cher Len Goodman als Juror. Außerdem stammen alle Songs, zu denen getanzt wurde, von Cher.

| Tanzpaar                               | Carrie Ann    | Cher          | Bruno         | Gesamtpunktzahl |
| -------------------------------------- | ------------- | ------------- | ------------- | --------------- |
| Brant & Peta (Foxtrot)                 | 9             | 9             | 9             | 27              |
| Leah & Tony (Wiener Walzer)            | 8             | 9             | 8             | 25              |
| Corbin & Karina (Argentinischer Tango) | 9             | 9             | 9             | 27              |
| Jack & Cheryl (Tango)                  | 9             | 9             | 9             | 27              |
| Amber & Derek (Samba)                  | 9             | 9             | 10            | 28              |
| Elizabeth & Val (Jazz)                 | 8             | 9             | 8             | 25              |
| Bill E. & Emma (Discofox)              | 8             | 8             | 8             | 24              |
| Tanzpaare                              | Resultat      | Resultat      | Resultat      | Resultat        |
| Jack & Cheryl                          | Weiter        | Weiter        | Weiter        | Weiter          |
| Brant & Peta                           | Ausgeschieden | Ausgeschieden | Ausgeschieden | Ausgeschieden   |

### Woche 9 („Trio Challenge“)
- Jedes Paar tanzte zwei Tänze. Bei dem zweiten Tanz bekam jedes Paar einen weiteren Profitänzer zugeordnet, der bei diesem Tanz auch mittanzte.

| Tanzpaar                           | Carrie Ann | Cher | Bruno | Gesamtpunktzahl |
| ---------------------------------- | ---------- | ---- | ----- | --------------- |
| Leah & Tony (Tango)                | 9          | 9    | 9     | 27              |
| Corbin & Karina (Langsamer Walzer) | 9          | 9    | 10    | 28              |
| Jack & Cheryl (Wiener Walzer)      | 10         | 10   | 9     | 29              |
| Amber & Derek (Quickstep)          | 8          | 8    | 8     | 24              |
| Elizabeth & Val (Wiener Walzer)    | 9          | 8    | 9     | 26              |
| Bill E. & Emma (Charleston)        | 7          | 7    | 7     | 21              |

| Tanzpaar                | Carrie Ann    | Len           | Bruno         | Gesamtpunktzahl |
| ----------------------- | ------------- | ------------- | ------------- | --------------- |
| Leah & Tony (Jive)      | 9             | 9             | 9             | 27              |
| Corbin & Karina (Jazz)  | 10            | 10            | 10            | 30              |
| Jack & Cheryl (Samba)   | 8             | 8             | 9             | 25              |
| Amber & Derek (Salsa)   | 9             | 9             | 9             | 27              |
| Elizabeth & Val (Salsa) | 10            | 10            | 10            | 30              |
| Bill E. & Emma (Salsa)  | 7             | 7             | 7             | 21              |
| Tanzpaare               | Resultat      | Resultat      | Resultat      | Resultat        |
| Bill E. & Emma          | Weiter        | Weiter        | Weiter        | Weiter          |
| Elizabeth & Val         | Ausgeschieden | Ausgeschieden | Ausgeschieden | Ausgeschieden   |

### Woche 10 („Plugged/Unplugged Night“)
- Im Halbfinale tanzte jedes Paar zwei unterschiedliche Tänze zu dem gleichen Song, der zweite Tanz wurde allerdings zur Akustik-Version des Songs getanzt. Außerdem war Maksim Chmerkovskiy Gastjuror in dieser Sendung.

| Tanzpaar                      | Carrie Ann | Len | Maksim | Bruno | Gesamtpunktzahl |
| ----------------------------- | ---------- | --- | ------ | ----- | --------------- |
| Leah & Tony (Paso Doble)      | 8          | 8   | 8      | 8     | 32              |
| Corbin & Karina (Tango)       | 9          | 8   | 9      | 9     | 35              |
| Jack & Cheryl (Wiener Walzer) | 8          | 8   | 9      | 8     | 33              |
| Amber & Derek (Jazz)          | 10         | 10  | 9      | 10    | 39              |
| Bill E. & Emma (Charleston)   | 7          | 7   | 7      | 7     | 28              |

| Tanzpaar                      | Carrie Ann    | Len           | Maksim        | Bruno         | Gesamtpunktzahl |
| ----------------------------- | ------------- | ------------- | ------------- | ------------- | --------------- |
| Leah & Tony (Tango Argentino) | 8             | 8             | 8             | 9             | 33              |
| Corbin & Karina (Rumba)       | 10            | 10            | 10            | 10            | 40              |
| Jack & Cheryl (Wiener Walzer) | 10            | 9             | 9             | 10            | 38              |
| Amber & Derek (Jazz)          | 10            | 10            | 10            | 10            | 40              |
| Bill E. & Emma (Charleston)   | 8             | 8             | 8             | 8             | 32              |
| Tanzpaare                     | Resultat      | Resultat      | Resultat      | Resultat      | Resultat        |
| Bill E. & Emma                | Weiter        | Weiter        | Weiter        | Weiter        | Weiter          |
| Leah & Tony                   | Ausgeschieden | Ausgeschieden | Ausgeschieden | Ausgeschieden | Ausgeschieden   |

### Woche 11 („The Finals“)
- Das Finale fand am 25. und am 26. November statt. In der ersten Nacht tanzte jedes Paar zuerst einen Tanz, der von der Jury ausgewählt wurde. Danach tanzten alle eine Samba und einen Freestyle. Bill Engvall und Emma Slater wurden rausgewählt. In der 2. Nacht tanzten die verbleibenden drei Paare eine „Fusion“ aus zwei unterschiedlichen Tänzen. Sieger wurden Amber Riley und Derek Hough, Zweiter Corbin Bleu und Karina Smirnoff und Dritter Jack Osbourne und Cheryl Burke.

| Tanzpaar                       | Carrie Ann | Len | Bruno | Gesamtpunktzahl |
| ------------------------------ | ---------- | --- | ----- | --------------- |
| Corbin & Karina (Quickstep)    | 9          | 9   | 9     | 27              |
| Jack & Cheryl (Jive)           | 8          | 8   | 8     | 24              |
| Amber & Derek (Charleston)     | 10         | 10  | 10    | 30              |
| Bill E. & Emma (Wiener Walzer) | 8          | 8   | 8     | 24              |

| Tanzpaar                    | Carrie Ann    | Len           | Bruno         | Gesamtpunktzahl |               |
| --------------------------- | ------------- | ------------- | ------------- | --------------- | ------------- |
| Corbin & Karina (Freestyle) | 10            | 10            | 10            | 30              |               |
| Jack & Cheryl (Freestyle)   | 10            | 10            | 10            | 30              |               |
| Amber & Derek (Freestyle)   | 10            | 10            | 10            | 30              |               |
| Bill E. & Emma (Freestyle)  | 8             | 9             | 8             | 25              |               |
| Tanzpaare                   | Resultat      | Resultat      | Resultat      | Resultat        | Resultat      |
| Jack & Cheryl               | Weiter        | Weiter        | Weiter        | Weiter          | Weiter        |
| Bill E. & Emma              | Ausgeschieden | Ausgeschieden | Ausgeschieden | Ausgeschieden   | Ausgeschieden |

| Tanzpaar                              | Carrie Ann | Len      | Bruno    | Gesamtpunktzahl |
| ------------------------------------- | ---------- | -------- | -------- | --------------- |
| Corbin & Karina (Cha-Cha-Cha/Foxtrot) | 9          | 9        | 9        | 27              |
| Amber & Derek (Samba/Quickstep)       | 10         | 10       | 10       | 30              |
| Jack & Cheryl (Paso Doble/Salsa)      | 9          | 9        | 9        | 27              |
| Tanzpaare                             | Resultat   | Resultat | Resultat | Resultat        |
| Jack & Cheryl                         | 3. Platz   | 3. Platz | 3. Platz | 3. Platz        |
| Corbin & Karina                       | 2. Platz   | 2. Platz | 2. Platz | 2. Platz        |
| Amber & Derek                         | 1. Platz   | 1. Platz | 1. Platz | 1. Platz        |